# Bataille de Fraustadt
Grande guerre du Nord
Batailles
- Riga I
- Narva I
- Daugava
- Rauge
- Erastfer
- Kliszów
- Hummelshof
- Nöteborg
- Saladen
- Pułtusk
- Jēkabpils
- Narva II
- Poznań
- Punitz
- Gemauerthof
- Varsovie
- Hrodna
- Fraustadt
- Kletsk
- Kalisz
- Holowczyn
- Malatitze
- Lesnaya
- Poltava
- Perevolochna
- Helsingborg
- Viborg
- Riga II
- Baie de Køge
- Fladestrand
- Gadebusch
- Bender
- Pälkäne
- Storkyro
- Hangö Oud
- Fehmarn Bält
- Rügen
- Kristiania (Oslo)
- Stralsund
- Dynekilen
- Osel
- Stäket
- Grengam

La bataille de Fraustadt fut livrée le 13 février 1706 entre la Suède d'un côté et le duché de Saxe et la Russie de l'autre. Elle se conclut par l'une des plus grandes victoires suédoises de la grande guerre du Nord.

## Histoire
Carl Gustav Rehnskiöld, le commandant de l'armée suédoise, veut se débarrasser de l'armée saxonne et russe commandée par Johann Matthias von der Schulenburg avant que celle-ci ne soit rejointe par une force de cavalerie de 8 000 hommes qui se trouve à une centaine de kilomètres. Il fait semblant de se replier avec précipitation pour attirer ses adversaires sur un terrain qu'il a choisi à l'avance, près de Fraustadt, pour les prendre dans un mouvement en tenailles. L'armée alliée composée de Saxons et de Russes possède une supériorité numérique de deux contre un mais compte moins de cavaliers que les Suédois. Les alliés prennent une forte position défensive derrière des lignes de chevaux de frise et couverts par leur artillerie. Rehnskiöld place quant à lui son armée en deux lignes, entre des lacs gelés et des marécages, avec l'infanterie au centre et sa cavalerie pour couvrir ses flancs.
Sur le flanc gauche, la cavalerie suédoise a des difficultés à traverser des marécages gelés mais la cavalerie saxonne n'en profite pas. Après s'être regroupés, les Suédois chargent les Saxons à trois reprises et les mettent en déroute complète. De l'autre côté, 12 escadrons de dragons de la cavalerie suédoise commandés par le colonel von Krassow contournent le flanc gauche russe et chargent les cavaliers saxons qui couvrent les Russes. Les Saxons, qui ont assisté à la déroute de leur flanc droit, sont facilement mis en fuite et les Suédois se portent alors sur l'arrière des lignes ennemies ce qui amène plusieurs régiments saxons à briser leur formation.
L'infanterie suédoise attaque alors les lignes ennemies de manière frontale sous un feu intense. Ayant découvert que l'aile gauche adverse est tenue par des troupes russes de qualité douteuse, Rehnskiöld concentre l'assaut sur leurs positions et les Russes, également attaqués de l'arrière par la cavalerie de von Krassow, sont rapidement encerclés et dispersés. Le centre saxon a désormais ses flancs et son arrière exposés et les régiments placés sur la gauche fléchissent et rompent leur formation très vite. Ceux placés à droite soutiennent l'assaut, infligeant des pertes à l'infanterie suédoise, jusqu'à ce que la cavalerie les attaque par-derrière. L'armée alliée perd alors toute cohésion et la majorité des troupes fuit vers le sud. La cavalerie suédoise, auparavant enlisée dans les marécages, se lance à leur poursuite et les rattrape dans les faubourgs de Fraustadt. Pris au piège entre la cavalerie et l'infanterie, les Russes et les Saxons se rendent en grand nombre.
Schulenburg réussit à s'échapper mais les Saxons et les Russes laissent plus de 7 000 morts sur le champ de bataille et plus de 7 500 sont faits prisonniers alors que les Suédois n'ont à déplorer qu'environ 400 morts. Rehnskiöld a pu attirer l'ennemi sur un terrain qui n'était pas à son avantage et sa cavalerie, grâce à sa grande mobilité, a réussi son mouvement en tenailles semblable à celui réalisé par Hannibal à la bataille de Cannes. La route de la Saxe est grande ouverte pour les Suédois et Auguste II doit abandonner ses prétentions sur la couronne polonaise, bien qu'il demeure électeur de Saxe.